# Шансоньє
Шансоньє́ (фр. chansonnier, від chanson — «пісня») — французький співак, виконавець куплетів; виконавець жанрових пісень у «монмартрському» стилі, часто автор їх слів і музики (див. «Шансон»). Мистецтво шансоньє сягає творчості середньовічних французьких менестрелів.
На зламі XVIII—XIX століть революційний підйом народу спричинив розвиток мистецтва шансоньє, котрі в своїх піснях відгукувалися на пекучі події. Шансоньє часто пристосовували нові тексти до вже існуючих мелодій. У кінці XIX століття словом «шансоньє» почали називати професійних артистів естради (Г. Монтеґюс, А. Брюан та ін).

## Поза Францією
За межами Франції до числа шансоньє часто зараховують усіх виконавців франкомовних пісень. З огляду на це однією категорією виявляються об'єднані, з одного боку, такі виконавці як А. Марлі, М. Шевальє, Е. Піаф, Ів Монтан, Ж. Брассанс, Ш. Азнавур — власне шансонье, цебто виконавці шансонів, а з другого боку М. Матьє, Джо Дассен, П. Каас і багато інших виконавців французьких естрадних пісень.
Мистецтво французьких виконавців мало вплив на розвиток вокальних жанрів сучасного естрадного музичного мистецтва європейських країн, у тім числі СРСР, Росії, України (Михайло Савояров, Олександр Вертинський, Леонід Утьосов, Марк Бернес, Булат Окуджава, Володимир Висоцький, Олександр Галич, Михайло Круг та ін.).